# كيرا نايتلي

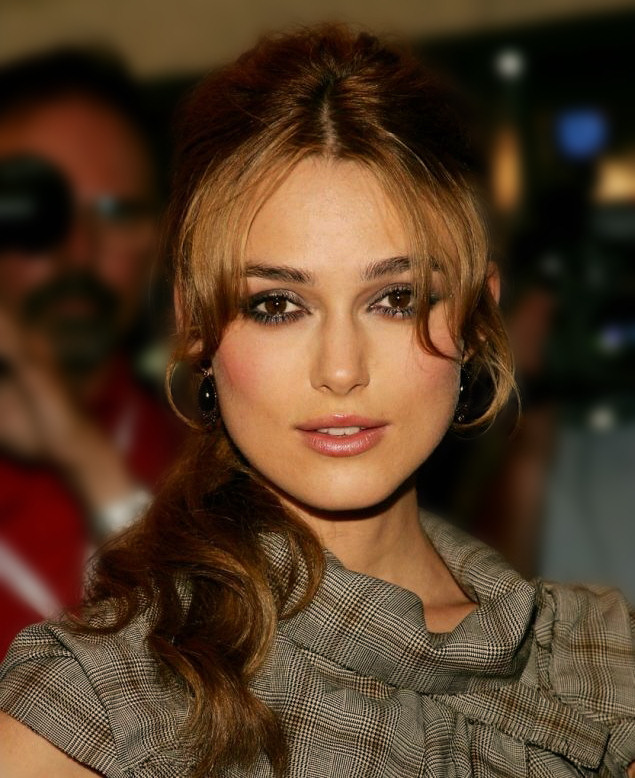
كيرا نايتلي في عام 2005

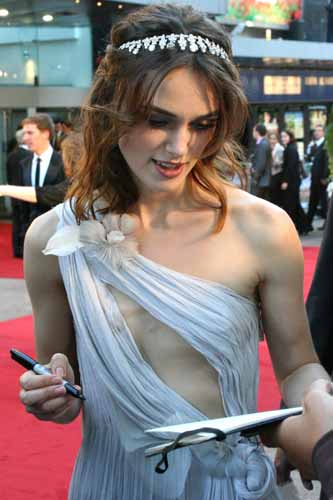
كيرا نايتلي في عام 2007

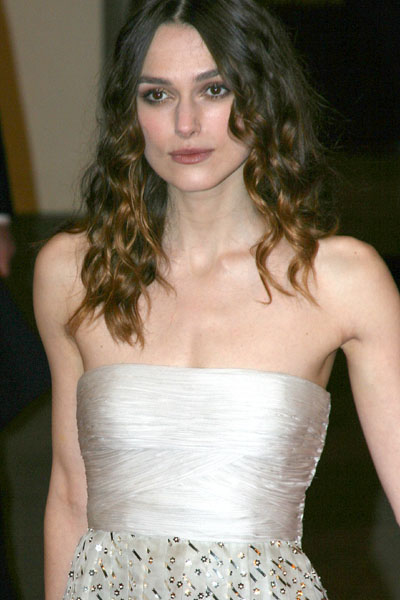
كيرا نايتلي في عام 2008

كيرا كريستينا نايتلي (بالإنجليزية: Keira Christina Knightley)‏ (ولدت في 26 مارس 1985) ممثلة بريطانية، بدأت بالتمثيل على التلفزيون وهي طفلة، ومن ثم كان أول ظهور سينمائي لها عام 1995، لاحقاً مثلت شخصية سابي في دور ثانوي في فيلم حرب النجوم الجزء الأول: تهديد الشبح (1999) ولكن أول ظهور بارز لها كان في فيلم الرعب النفسي الثقب عام 2001، وبعد ذلك عُرفَت بشكل أوسع في عام 2002 بعد بطولتها بالمشاركة في فيلم لفها مثل بيكهام وحققت شهرة عالمية في عام 2003 بعد ظهورها بدور اليزابيث سوان في سلسلة أفلام قراصنة الكاريبي.
منذ سلسلة أفلام قراصنة الكاريبي، عرف عن نايتلي تمثيلها في الدراما التاريخية مثل كبرياء وتحامل (2005) وتكفير (2007) وحرير (2007) والدوقة (2008) وطريقة خطرة (2011) وآنا كارنينا (2012)، كما ظهرت في مجموعة متنوعة من التصنيفات في الأفلام الهوليودية مثل فيلم الكوميديا الرومانسي الحب الحقيقي (2003) وبدور جونيفير في فيلم الأكشن التاريخي الملك آرثر (2004) وفي فيلم الإثارة النفسي السترة (2005) وفي فيلم الأكشن والسيرة الذاتية دومينو (2005) وفيلم الدراما التاريخي حافة الحب (2008) وفيلم نوير لندن بوليفارد (2010) وفيلم الخيال العلمي والديستوبيا لا تتركني أبدا (2010) وفيلم الدراما الرومانسي الليلة الأخيرة (2010)، والكوميديا السوداء اللجوء لصديق لمواجهة نهاية العالم (2012).
تم ترشيح نايتلي لعدة جوائز منها جائزة الأوسكار لأفضل ممثلة وكذلك في الغولدن غلوب لتمثيلها اليزابيث بينت في فيلم كبرياء وتحامل المأخوذة قصته من رواية جين أوستن، وبعدها بسنتين تم ترشيحها مجدداً في الغولدن غلوب كأفضل ممثلة عن دورها في تكفير، وفي عام 2008 صنفت مجلة فوربس نايتلي كثاني أعلى ممثلة أجراً في هوليوود، وبإيرادات معلنة تبلغ 32 مليون دولار في عام 2007، لتكون الممثلة غير الأمريكية الوحيدة في تلك القائمة لتلك السنة.
في عام 2014، ظهرت نايتلي في أربعة أفلام: فيلم الإثارة والأكشن جاك رايان: الشبح المجند، وفيلم الدراما الكوميدي الموسيقي البدء مجدداً، وكذلك فيلم الكوميديا الرومانسي لاجيز وفيلم الإثارة التاريخي لعبة التقليد، وتم ترشيحها في الغولدن غلوب عن اداءها دور جوان كلارك في فيلم لعبة التقليد وكذلك تم ترشيحها لجائزة الأوسكار كأفضل ممثلة في دور مساعد عن نفس الدور، وفي أكتوبر عام2015، ستقوم كيرا نايتلي بالظهور على مسرح برودواي في دور تيريز راكون.

## النشأة
ولدت كيرا في لندن من شارمان ماكدونالد وهي ممثلة اسكتلندية أصبحت فيما بعد كاتبة مسرحيات، وويل نايتلي وهو ممثل من أصل بريطاني، كان من المفترض أن يكون اسمها كايرا تيمناً بمتزلق الجليد الروسي كيرا ايفانوفا، ولكن والدتها اخطأت في تهجئة الاسم عندما ذهبت لتسجيلها، لكيرا نايتلي أخ واحد يدعي كاليب.
عاشت كيرا في ريتشموند ودرست في مدرسة ستانلي الابتدائية ثم في مدرسة تيدينتون وبعدها التحقت للدراسة في كلية آشر، في عمر السادسة لوحظ أنها تعاني من عسر القراءة ولكنها استطاعت أن تتغلب على الأمر بعمر الحادية عشر بمساعدة والديها ودعمهما، ولكنها مازالت بطيئة القراءة، مثلت في العديد من الانتاجات البسيطة من ضمنها بعد جولييت وهي مسرحية من تأليف والدتها.

## حياتها المهنية

### بداياتها المهنية: 1993 – 2002
التحقت كيرا لوكالة في عمر السادسة، وبدأت بالظهور غالبا في الإعلانات والأدوار التلفزيونية الصغيرة، وكان أول ادوارها «فتاة صغيرة» في الأحتفال الملكي وهو فيلم تلفزيوني 1993، وبعدها بسنة حصلت على دور صغير آخر في فيلم خيانة القرية، ثم مثلت في عام 1995 في كذبات بريئة وفي عام 1998 في العودة للمنزل، ولعبت دور أميرة في فيلم الباحثون عن الكنز عام 1996، ولاحقا في عام 1999، لعبت دور روز في أوليفر تويست.
ظهرت نايتلي في عدة أفلام تلفزيونية منذ أواسط وحتى أواخر التسعينات، قبل أن تظهر في دور سابي في فيلم الخيال العلمي حرب النجوم الجزء الأول: تهديد الشبح حيث قامت الممثلة ناتالي بورتمان بدبلجة صوتها، وكان ذلك لإخفاء حقيقة أن بادمي (ناتالي بورتمان) قامت بالتخفي بدور الملكة الحقيقية اميدالا في نهاية الفيلم، وتم اختيار كيرا نايتلي لشبهها ببورتمان، حتى أن والدتهما في ذلك الوقت لم تستطعا التفريق بينهما عندما وضعنا مكياج التصوير.
كان أول دور بطولة لكيرا نايتلي في عام 2001، عندما لعبت دور ابنة روبين هود في الفيلم التلفزيوني وأحد انتاجات والت ديزني أميرة اللصوص، تدربت لعدة اسابيع على رمي السهام وركوب الخيل، وظهرت كذلك بدور آخر في نفس الفترة في فيلم الثقب، فيلم الإثارة الذي تم توزيعه في الولايات المتحدة، وقد وصفها مخرج الفيلم نيك هام أنها «النسخة الشابة من جولي كريستي».
وكذلك ظهرت كيرا في المسلسل القصير الطبيب زياغو بدور لارا، مع الممثل الإسكتلندي هانس ماثسون في دور البطولة، الذي تم بثه في عام 2002 وحصل على الكثير من المديح من النقاد وأرقام مشاهدة عالية، وفي ذات السنة، قامت بالتمثيل في فيلم نقي الذي قامت به في دور فتاة مراهقة حامل ومدمنة على الهيروين، ولكن أول ظهور بارز لنايتلي كان في فيلم كرة القدم لفها مثل بيكهام الذي كان ناجحا عند ظهوره في أغسطس عام 2002 في بريطانيا حيث حصل على أرباح تقدر ب 18 مليون دولار أمريكي وعند بثه في أمريكا في مارس 2003 حصد ما يقارب 32 مليون دولار.

### 2003 – 2007: ثلاثية القراصنة، الشهرة وقبول الجمهور
بعد تمثيلها لفيلم لفها مثل بيكهام، ذاع صيت كيرا نايتلي وتم اختيارها كأحد ابطال فيلم قراصنة الكاريبي: لعنة اللؤلؤة السوداء عالي الميزانية، مع اورلاندو بلوم وجوني ديب، الذي انتجه جيري بروكايمر، ولاقى الكثير من مديح النقاد، والكثير من الإيرادات في السينما، حتى أنه أصبح أكثر الأفلام ربحا في صيف 2003.
بعدها تمكنت كيرا من اداء دور في فيلم الكوميديا الرومانسية الحب الحقيقي في نوفمبر 2003 والذي شاركت به بالتمثيل مع نجمة طفولتها ايما ثمبسون، ومن بعدها كان فيلمها الملك آرثر في يوليو 2004 الذي لاقى الكثير من النقد بالرغم من أنها أثناء استعدادها لأداء الدور أخذت دروسا في الملاكمة والقتال ورمي السهام وركوب الخيل لمدة أربعة أيام في الاسبوع ولثلاثة أشهر.
في نفس الشهر، تم ترشيح نايتلي من قبل قراء مجلة هيللو كأكثر النجمات المراهقات الصاعدات، بالإضافة إلى أن مجلة تايم في عام 2004 علقت على أن نايتلي تنوي تطوير نفسها كممثلة جادة وليست مجرد نجمة شباك.
ظهرت في ثلاثة أفلام في سنة 2005، كان أولها فيلم السترة بجانب ادريان برودي، ثم في فيلم دومينو، وهو فيلم أكشن مأخوذ من حياة صائد الجوائز دومينو هارفي، وكان أحد أعظم الأدوار التي أدتها نايتلي حتى اليوم.
سنة 2005، كان فيلمها كبرياء وتحامل، وقد علقت نايتلي أنها أحبت الرواية منذ كانت بالسابعة، حتى أنها مع أول شيك استلمته من التمثيل قامت بشراء منزل دمى يشبه قصر البطل، وقالت عن شخصيتها«أن جمال اليزابيث هو أن كل امرأة قرأت الكتاب وجدت نفسها في هذه الشخصية بكل أخطائها وعيوبها، لو منحت الفرصة لممثلة سيئة لتلعب هذا الدور فأنها ستبدع به»، علقت مجلة فارايتي عن اداء نايتلي لدور اليزابيث بينيت «كنجمة، أظهرت نايتلي روحا مميزة أكثر من أن يكون تمثيلا لتتميز في مهنتها، لقد برزت أمام ممثلين مثل ماثيو ماكفدني وبيرندا بليتن ودونالد سوذرلاند وبينلوبي ويلتون وجودي دينش في هذا المسلسل التلفزيوني، لقد استطاعت من أن تظهر نشاط اليزابيث وتباهيها الشاب، مما جعل حوارها الأخير أكثر تأثيرا»، حصد المسلسل أكثر من 100 مليون دولار أمريكي في انحاء العالم، ونالت عن دورها جائزة الغولدن غلوب وترشيحا للأوسكار (ربحت الأوسكار تلك السنة ريز ويذرسبون)، هذا الترشيح جعلها ثالث أصغر ممثلة يتم ترشيحها في الأوسكار.
في عام 2006، دعيت كيرا للمشاركة في أكاديمية الصور الحركية والعلوم، وكان أكبر صفقاتها المالية هو فيلم قراصنة الكاريبي: صدر الرجل الميت الذي ظهر في دور السينما لاحقا في يوليو 2006.
قامت نايتلي أيضا بالتمثيل في ثلاثة أفلام ضخمة سنة 2007، حرير وقصته مأخوذة من رواية اليساندرو باريكو، وفيلم تكفير مأخوذ من رواية أيان مكوان بنفس الاسم (بطولة جيمس مكافوي وفانيسا ريدغريف وبيرندا بليثين) ثم فيلم قراصنة الكاريبي: عند نهاية العالم الذي تم اطلاقه في دور السنة في مايو 2007، وتم ترشيحها عن دورها في تكفير لجائزة الغولدن غلوب عن فئة أفضل ممثلة درامية.

## حياتها الشخصية
كانت نايتلي على علاقة مع الممثل ديل سينوت من عام 2001 حتى عام 2003، الذي التقته أثناء تصويرها لفيلم أميرة اللصوص، ومن عام 2003 حتى عام 2005 كانت على علاقة بالممثل جامي دورنان، ومن عام 2005 حتى عام 2010 واعدت النجم الذي شاركها فيلم كبرياء وتحامل روبرت فريند، وفي عام 2011 بدأت نايتلي بمواعدة الموسيقي جيمس ريتون الذي تزوجها لاحقا في جنوب فرنسا ولديهم ابنة (إيدي) ولدت في مايو 2015 في لندن.
في عام 2006، صرحت نايتلي بأنها مدمنة على العمل وأنها ستقوم بأخذ اجازة لمدة سنة لتسافر وتركز على حياتها الشخصية، وفي يوليو 2014 قالت نايتلي بأنها تشعر بأنها أنهت المرحلة الأولى من عملها في التمثيل وأن فيلم البدء مجددا هو بداية مجددة لها.

## أعمالها الخيرية
شاركت كيرا نايتلي كوجه اعلامي لحملة Amnesty International لدعم حقوق الإنسان في الذكرى الستين لإعلان حقوق الإنسان العالمي للأمم المتحدة، وفي عام 2004 سافرت إلى أثيوبيا مع ريتشارد كورتيس وسانجيف باسكار وجوليان ميتكالف بالنيابة عن مؤسسة Comic Relief الخيرية، وشاركت بصور لمؤسسة WaterAid في سنة 2005 وكذلك في حملة American Library Association «اقرأ» (ملصق اعلاني لفيلم كبرياء وتحامل)، كما أنها تبرعت بقيمة الفستان الذي ارتدته في حفل الأوسكار سنة 2006 لمؤسسة
Oxfam الخيرية حيث وصلت قيمته إلى 4300 جنيه استرليني.
في أبريل سنة 2009، ظهرت كيرا نايتلي في فيديو للفت النظر نحو العنف الأسري لصالح مؤسسة Women's Aid، حيث قام البعض بالاعتراض عليه كونه يحتوي على مشاهد عنيفة جدا، بينما قامت بعض المجموعات بدعمه كونه يصف العنف الأسري بواقعية.
في نوفمبر 2010، أصبحت كيرا نايتلي عضوا في SMA Trust وهي جمعية خيرية بريطانية تذهب تبرعاتها لصالح الأبحاث الطبية التي تخص مرض ضمور العضلات الشوكي.
وفي يوم المرأة العالمي سنة 2014، كانت نايتلي أحد الفنانات المشاركات في رسالة موجهة من Amnesty العالمية لرئيس الوزراء البريطاني ديفيد كاميرون دفاعا عن حقوق المرأة في أفغانستان.

## وصلات خارجية
- كيرا نايتلي على موقع IMDb (الإنجليزية)
- كيرا نايتلي على موقع ميتاكريتيك (الإنجليزية)
- كيرا نايتلي على موقع روتن توميتوز (الإنجليزية)
- كيرا نايتلي على موقع مونزينجر (الألمانية)
- كيرا نايتلي على موقع قاعدة بيانات الأفلام العربية
- كيرا نايتلي على موقع ألو سيني (الفرنسية)
- كيرا نايتلي على موقع ميوزك برينز (الإنجليزية)
- كيرا نايتلي على موقع تيرنر كلاسيك موفيز (الإنجليزية)
- كيرا نايتلي على موقع أول موفي (الإنجليزية)
- كيرا نايتلي على موقع بوكس أوفيس موجو (الإنجليزية)
- Keira Knightley biography and credits في موقع شاشة الإنترنت [الإنجليزية]‏ التابع لمعهد الفيلم البريطاني
- كيرا نايتلي على موقع Charlie Rose
- كيرا نايتلي أخبار متعلقة على موقع صحيفة الغارديان